# لچک‌به‌سر
 لچک‌به‌سر (انگلیسی: Towelhead) یک فیلم درام در سبک کمدی به کارگردانی آلن بال است که در سال ۲۰۰۷ منتشر شد.

## بازیگران
- آرون اکهارت
- تونی کولت
- ماریا بلو
- سامر بیشیل
- کری پرستون
- چیس الیسون
- لین کولینز
- کریس مسینا
- شری هیدلی
- مت لتچر
- یوجین جونز سوم
- پیتر مکدیسی